# Arseniuro di zinco
L'arseniuro di zinco (Zn3As2) è un composto binario dello zinco con l'arsenico che forma cristalli tetragonali grigi. È un semiconduttore inorganico con una banda proibita di 1,0 eV.

## Sintesi e reazioni
L'arseniuro di zinco può essere preparato dalla reazione dello zinco con l'arsenico:
{\displaystyle {\ce {3Zn \ + \ 2As -> Zn3As2}}}

## Struttura
L'arseniuro di zinco a temperatura ambiente possiede forma tetragonale che si converte in una diversa fase tetragonale a 190 °C e in una terza fase a 651 °C. Nella forma a temperatura ambiente, gli atomi di zinco sono coordinati tetraedricamente, e gli atomi di arsenico sono circondati da sei atomi di zinco ai vertici di un cubo distorto. La struttura cristallina dell'arseniuro di zinco è molto simile a quella dell'arseniuro di cadmio (Cd3As2), del fosfuro di zinco (Zn3P2) e del fosfuro di cadmio (Cd3P2). Questi composti del sistema quaternario Zn-Cd-P-As mostrano una soluzione solida continua completa.

## Struttura elettronica
Le sue bande proibite dirette e indirette più basse sono entro i 30 meV.